# Hollins (Alabama)
Hollins – jednostka osadnicza w Stanach Zjednoczonych, w stanie Alabama, w hrabstwie Clay.